# Diapterus
Diapterus is een geslacht van straalvinnige vissen uit de familie van mojarra's (Gerreidae). Het geslacht is voor het eerst wetenschappelijk beschreven in 1842 door Ranzani.

## Soorten
- Diapterus auratus Ranzani, 1842
- Diapterus aureolus (Jordan & Gilbert, 1882)
- Diapterus brevirostris (Sauvage, 1879)
- Diapterus peruvianus (Cuvier, 1830)
- Diapterus rhombeus (Cuvier, 1829)